# Кашавські гори
Кашавські гори (пол. Góry Kaczawskie; нім. Katzbachgebirge) — гірський хребет на південному заході Польщі. Є північними відрогами Судет.
Протяжність гір становить близько 30 км. Найвища точка — пік Скопець (724 м). Гори складені вапняками, кварцитами, сланцями та вулканічними породами. Поширені куести. На схилах проростають ялинові ліси. Є родовище залізняку.